# Donald Burgess
Donald Christopher "Don" Burgess (Londres, 8 de fevereiro de 1933) é um ex-ciclista de pista britânico.
Burgess competiu nos Jogos Olímpicos de Helsinque 1952, onde ganhou a medalha de bronze na prova de perseguição por equipes (4 000 m), ao lado de Alan Newton, George Newberry e Ronald Stretton. Burgess também competiu nas Olimpíadas de 1956, em Melbourne, Austrália, e mais uma vez ganhou bronze.